# De største af de første (Johnny Deluxe-album)
De største af de første er et opsamlingsalbum fra det danske band Johnny Deluxe. Det blev udgivet den 16. august 2010 og indeholder syv sange fra deres foregående tre albums, samt sangen "Sindssyg", som gruppen deltog med i Dansk Melodi Grand Prix 2009 samt to nye sange.

## Spor
1. "Elskovspony"
2. "Drømmer Jeg?" featuring Anna Nordell
3. "Vi Vil Ha' Mer'"
4. "Det Du Gør"
5. "Drenge Som Mig"
6. "Så Er Det Sommer"
7. "Aldrig" featuring Szhirley
8. "Sindssyg"
9. "Flex"
10. "Vild Med Din Veninde"